# Eiland van de Meijer
Het Eiland van de Meijer is een natuurgebied dat gelegen is aan de Otheensche Kreek, tegenover het dorp Spui, in de Nederlandse provincie Zeeland. 
Het is een nieuw natuurgebied van 30 ha dat eigendom is van Staatsbosbeheer. Het bestaat uit open grasland met jonge opgaande bomen, dat wordt begraasd door runderen. Vogels als kleine karekiet, rietgors, waterral, bruine kiekendief en tal van steltlopers komen hier voor.
Het gebied is gelegen ten zuiden van de Otheense Kreek, waar de Bronkreek zich afsplitst en waar de Otheensche Kreek zich voortzet in  het Gat van Pinte, dat ook deel uitmaakt van het natuurgebied. Het Eiland van de Meijer is een wandelgebied waar men ook buiten de paden mag wandelen.

## Fotogalerij

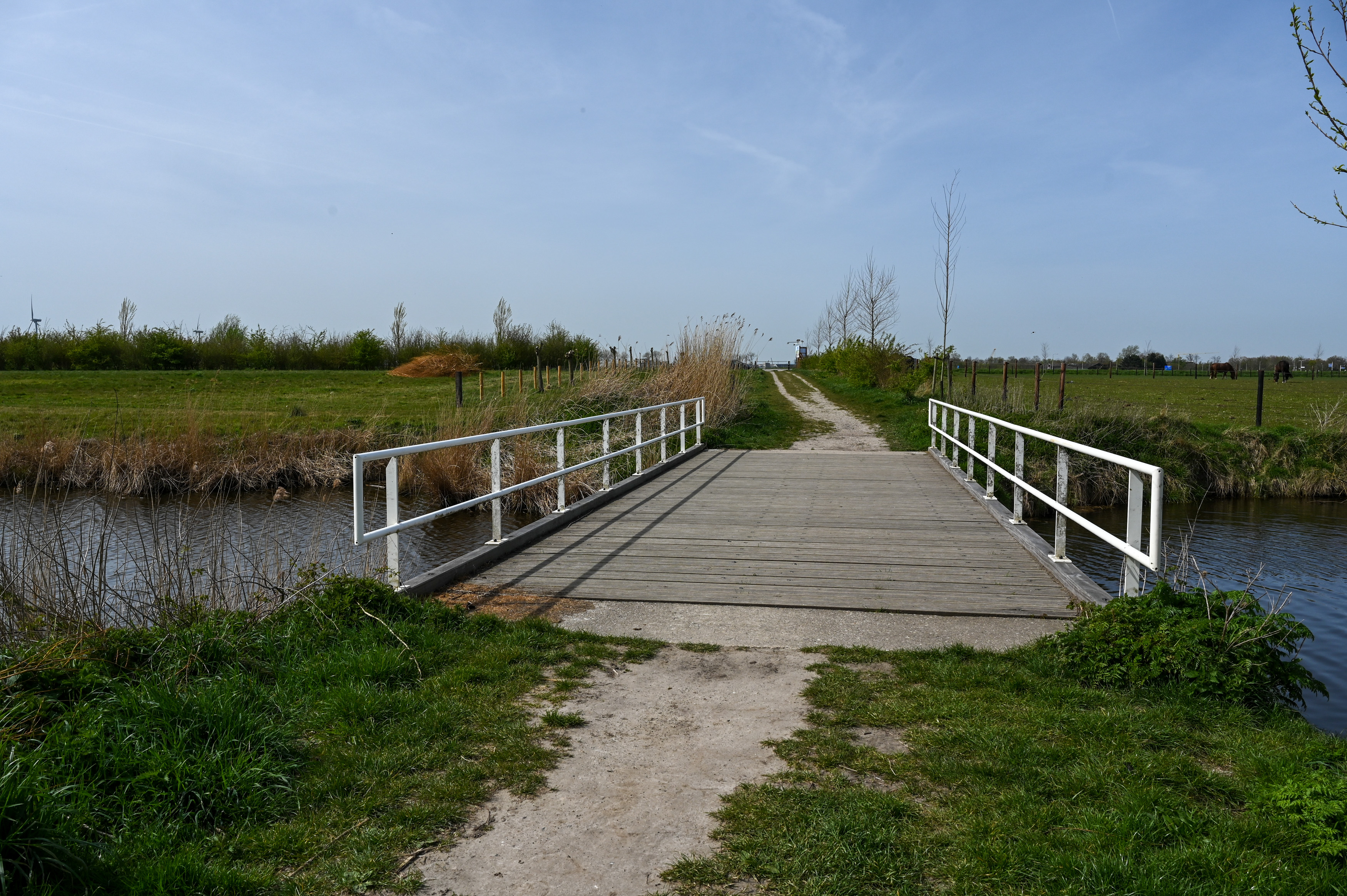
Ingang natuurgebied
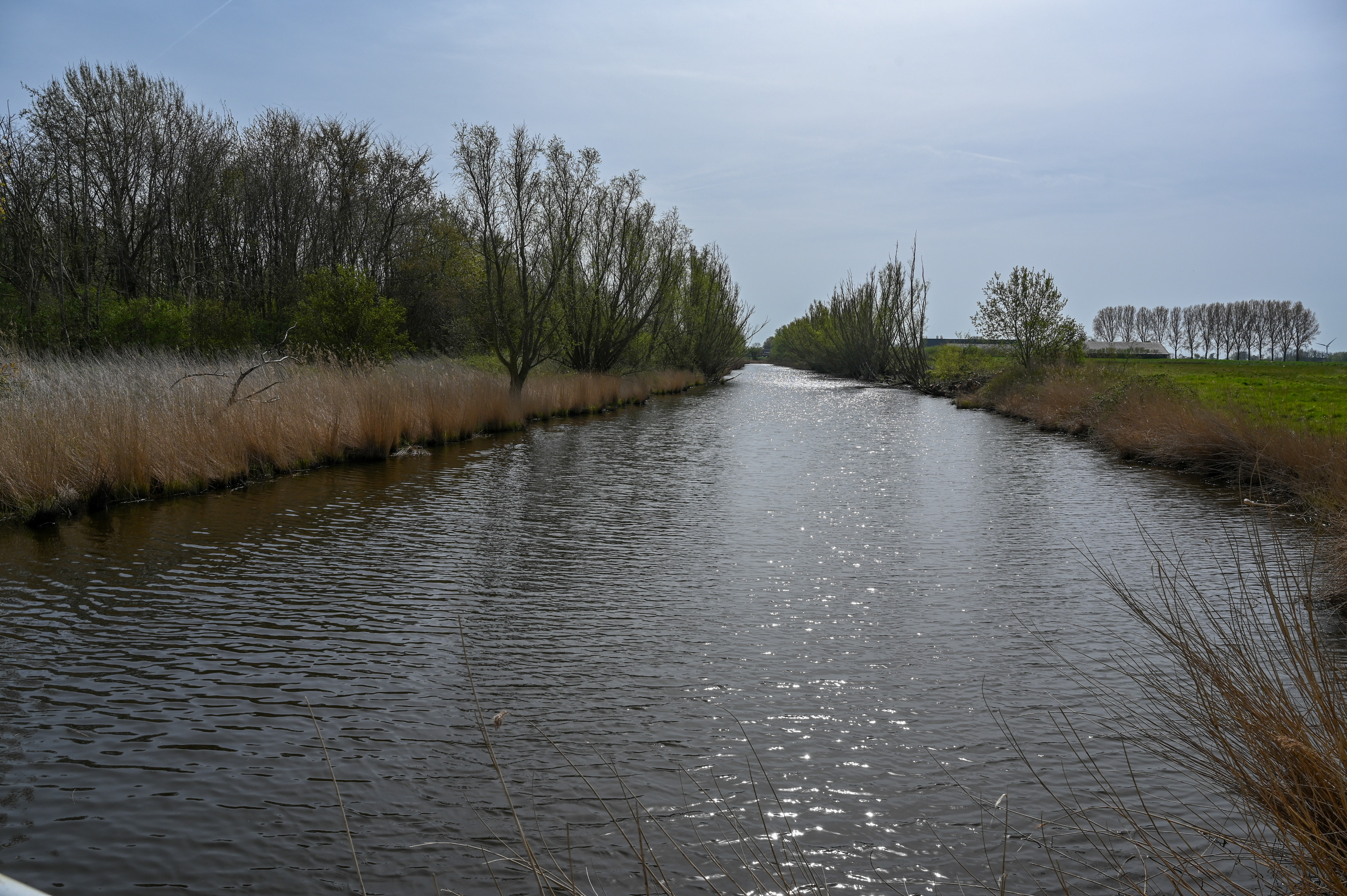
Bronkreek, aan de ingang
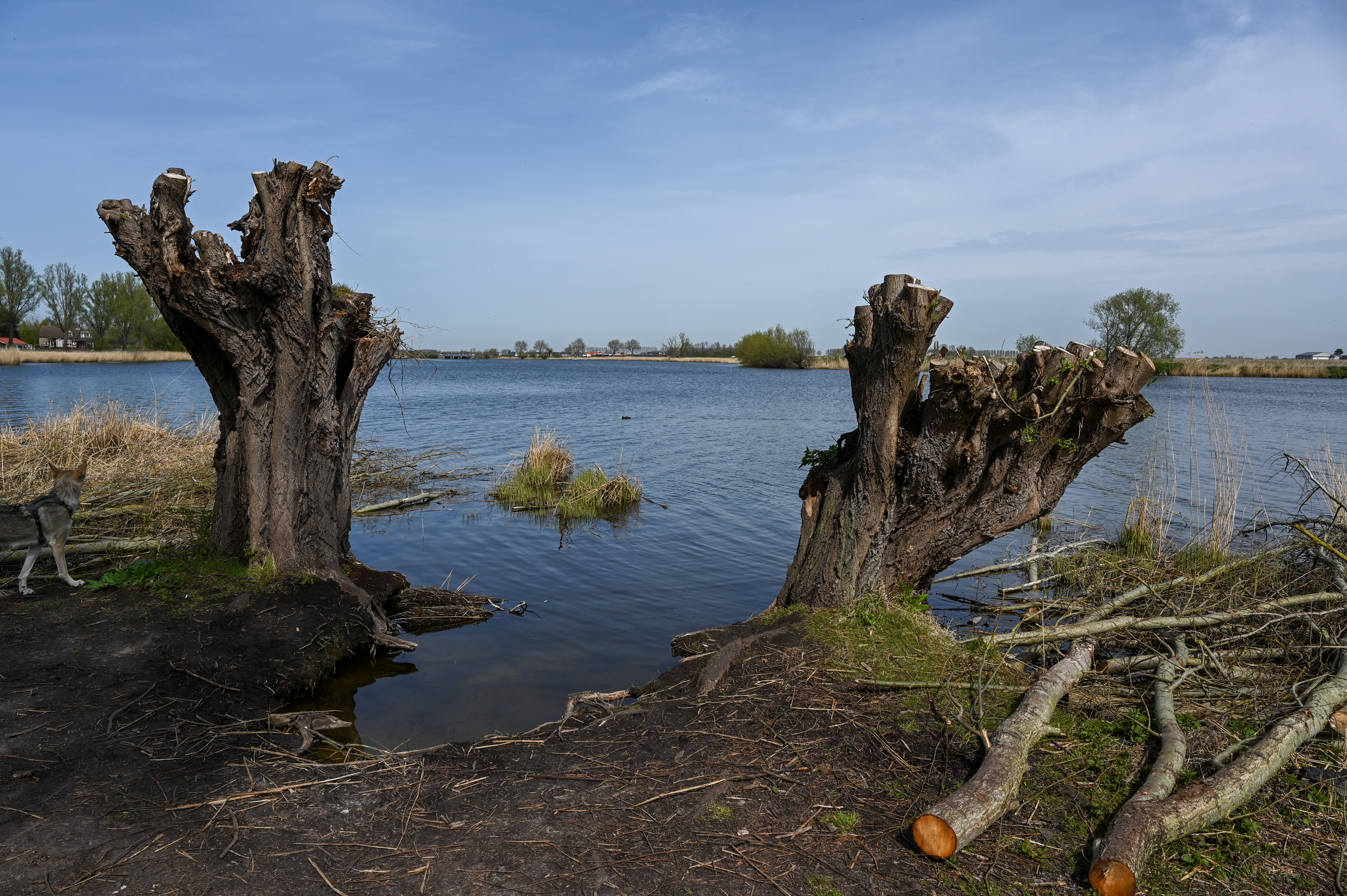
Zicht op de Otheensche Kreek vanaf het natuurgebied
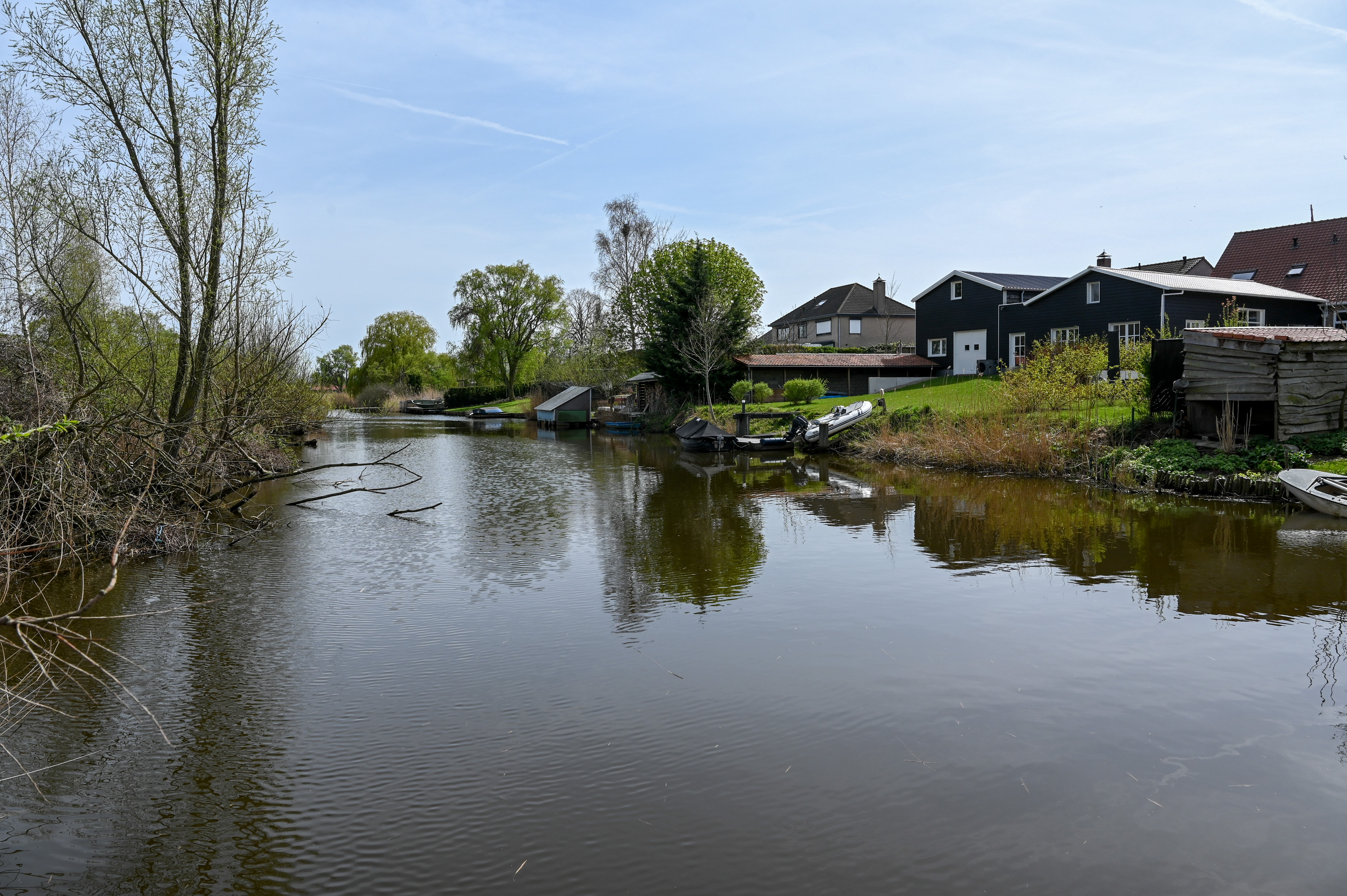
Zicht op de Bronkreek, vanaf het natuurgebied
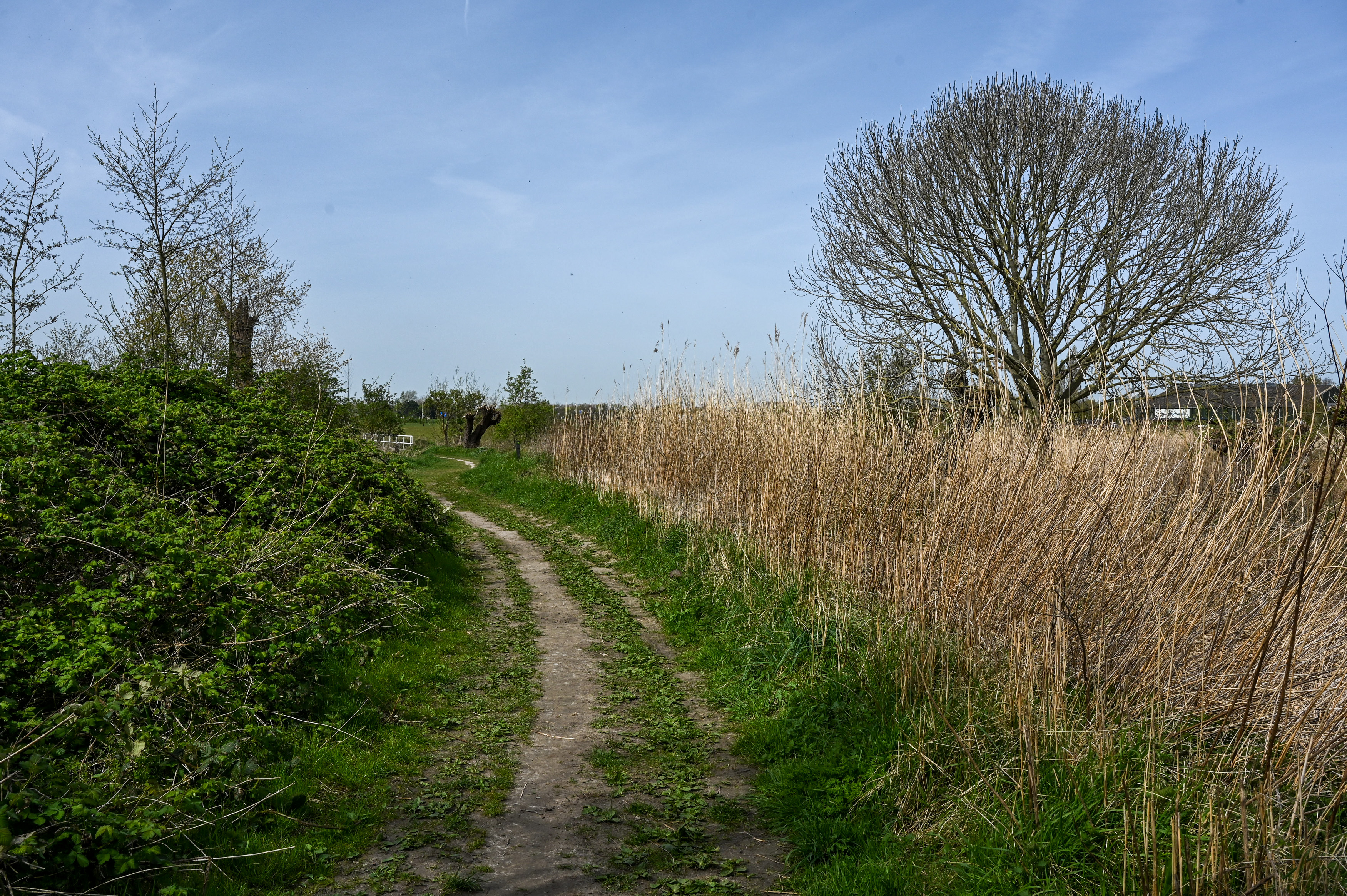
Wandelpad in het natuurgebied
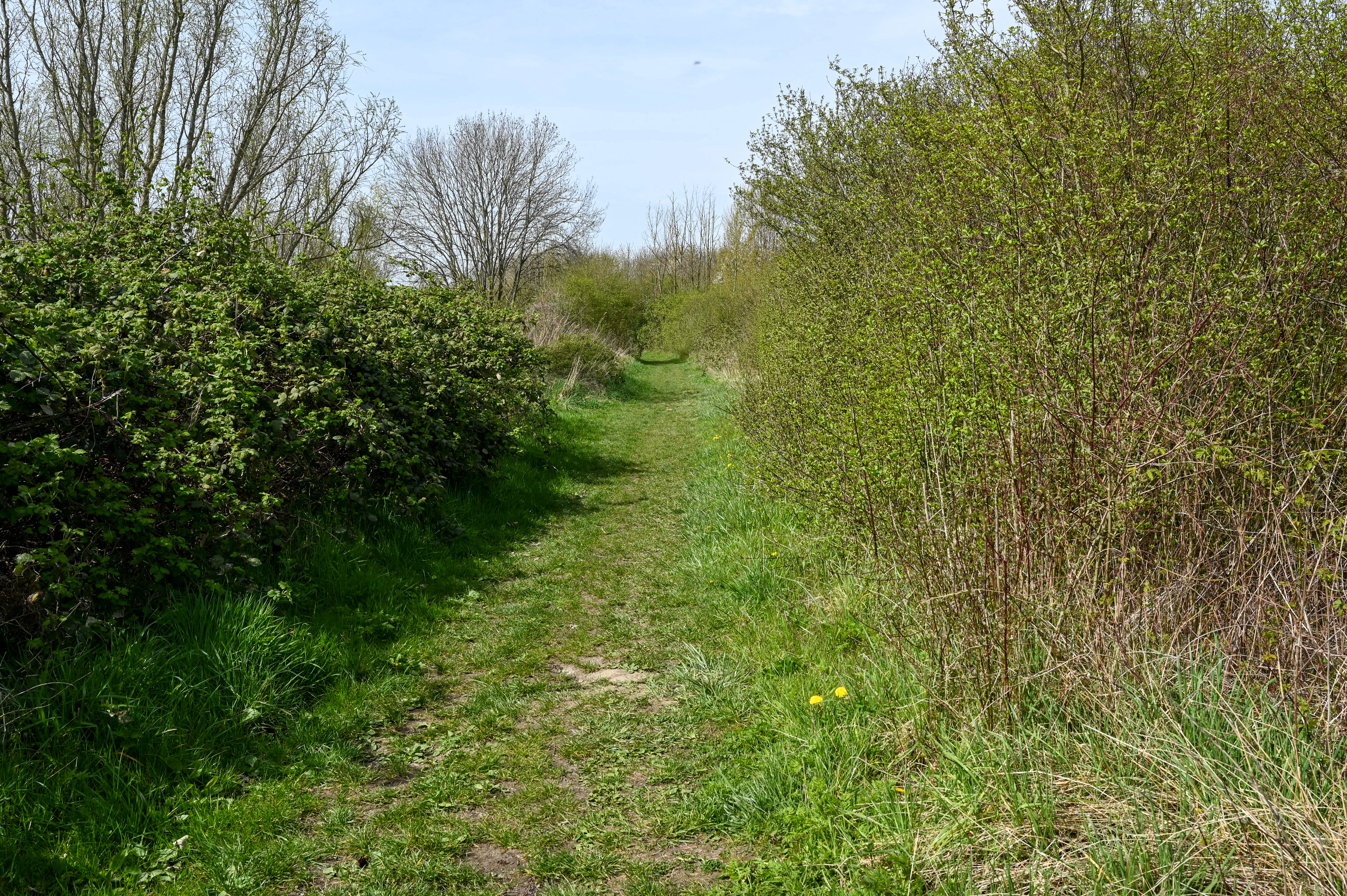
Wandelpad in het natuurgebied